# Muscari turcicum
Muscari turcicum är en sparrisväxtart Muscari turcicum ingår i släktet pärlhyacinter, och familjen sparrisväxter.
Artens utbredningsområde är Turkiet. Inga underarter finns listade i Catalogue of Life.